# Vitgördlad lavmätare
Vitgördlad lavmätare (Cleora cinctaria) är en fjärilsart som beskrevs av Ignaz Schiffermüller 1775. Vitgördlad lavmätare ingår i släktet Cleora och familjen mätare. Arten är reproducerande i Sverige. Inga underarter finns listade i Catalogue of Life.

## Bildgalleri

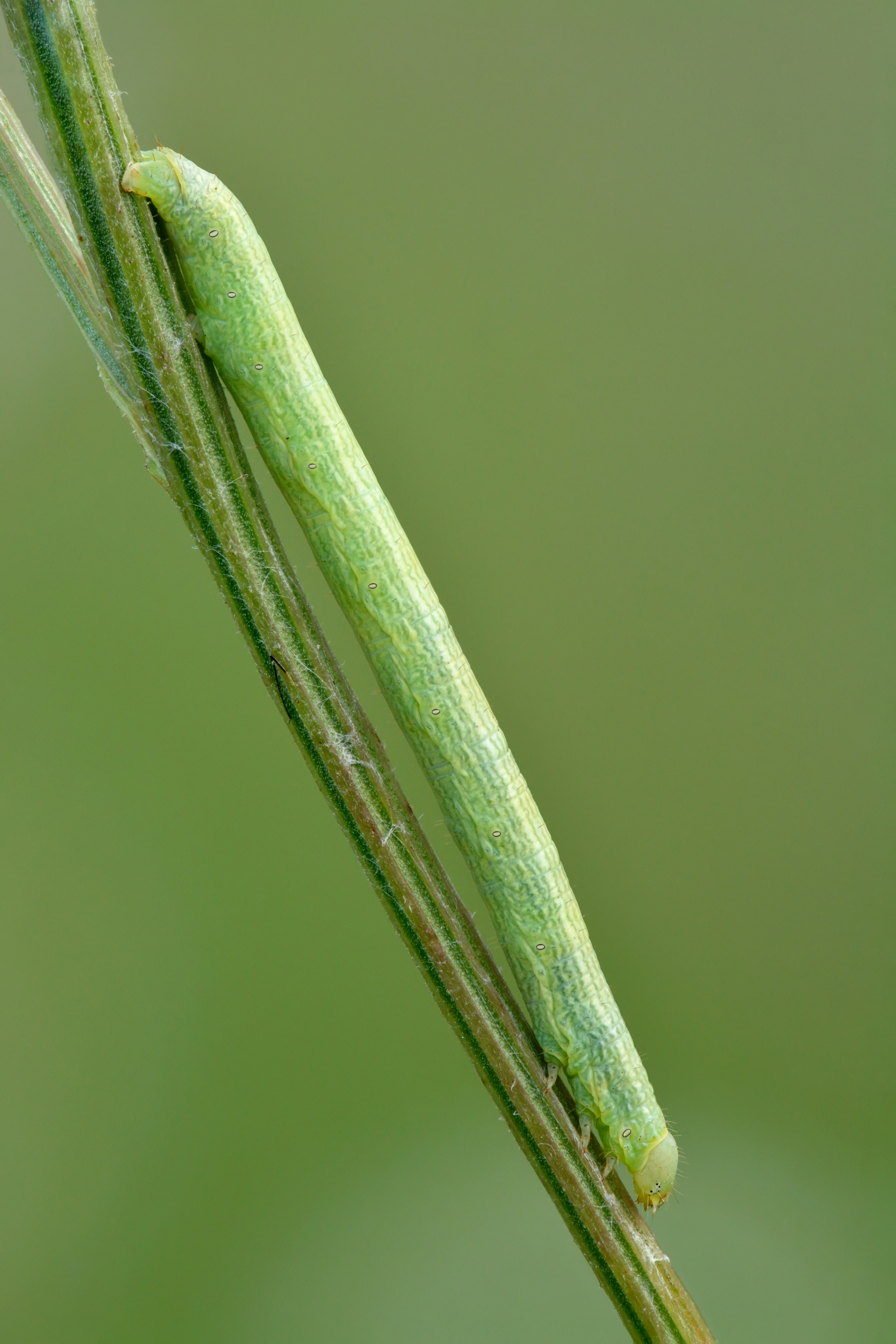
Larv
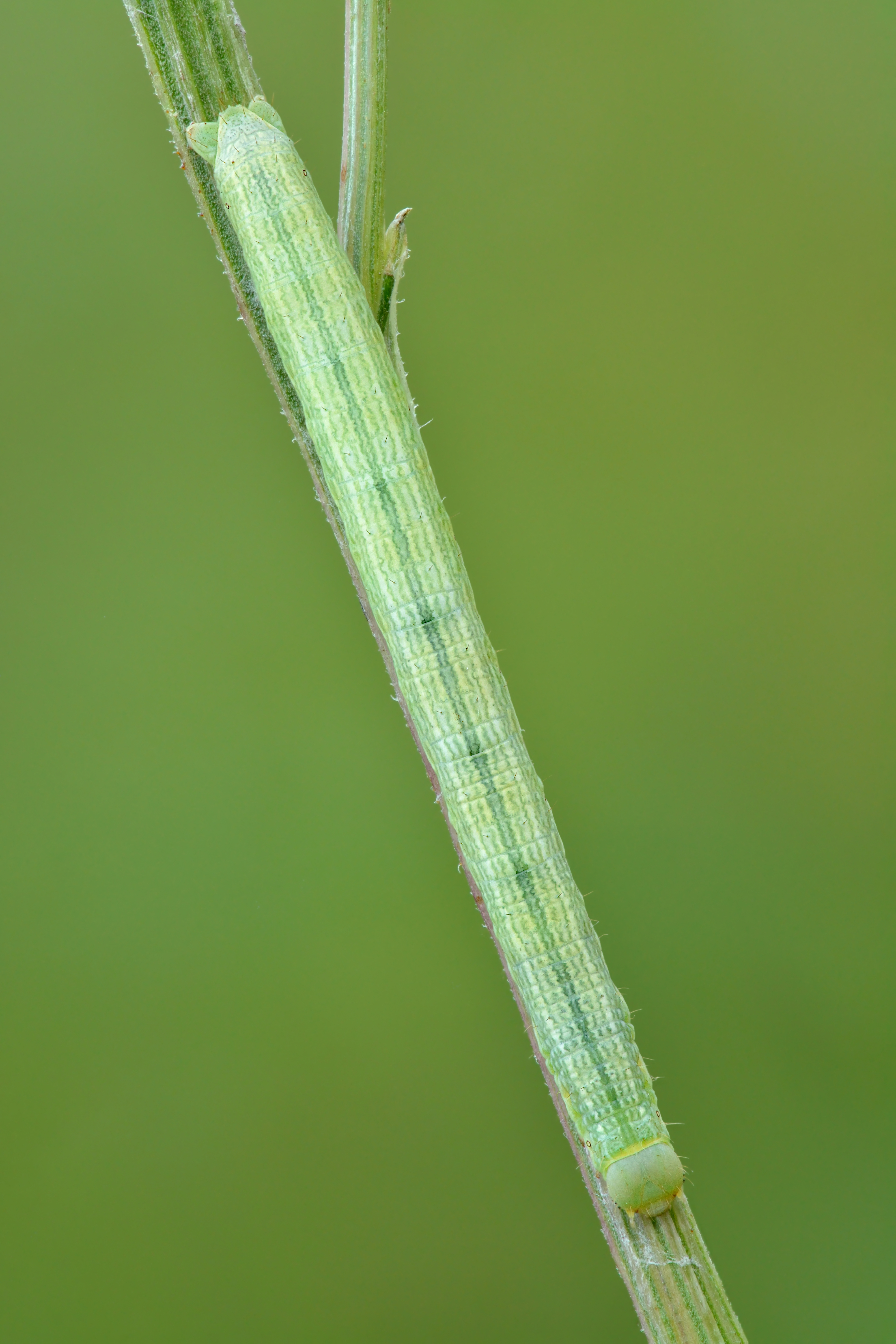
Larv
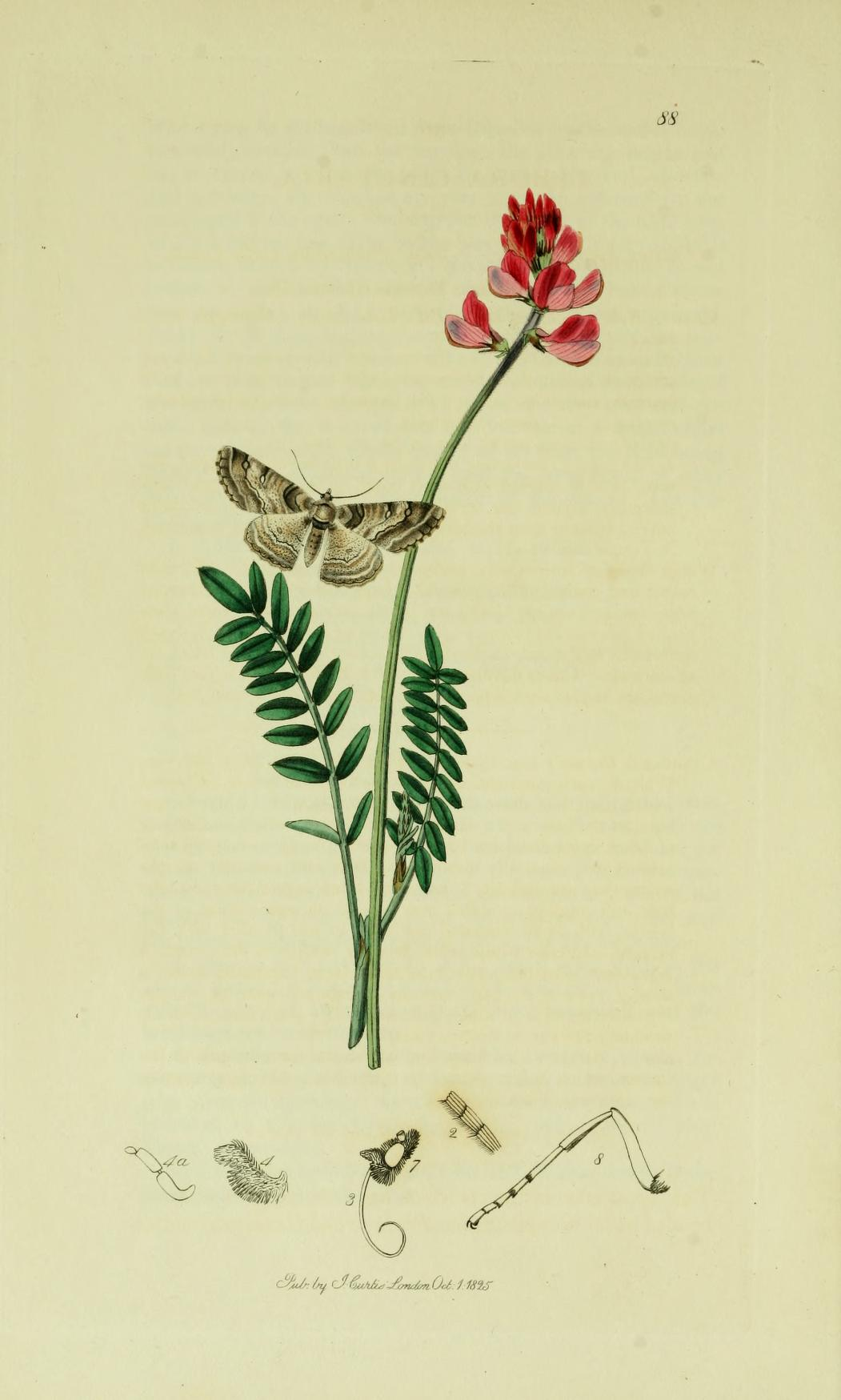